# Iduna-Hochhaus (Hamburg)
Das Iduna-Hochhaus in Hamburg, auch als Millerntorhochhaus bezeichnet, war ein 1966 fertiggestelltes, stadtbildprägendes Bürogebäude im Hamburger Stadtteil St. Pauli. Es wurde 1995 gesprengt.

## Lage
Das Gebäude befand sich am Millerntorplatz 1 in dem zum Bezirk Hamburg-Mitte gehörenden Stadtteil St. Pauli. Das alle umliegenden Bauwerke weit überragende Hochhaus dominierte zentral das Blickfeld der Verkehrsteilnehmer, die den westlichen Teil der Ost-West-Straße (seit 1991 bzw. 2005 Ludwig-Erhard-Straße und Willy-Brandt-Straße) und den Millerntordamm in westlicher Richtung befuhren, und markierte die am Millerntor befindliche Gabelung dieses Straßenzugs in die nach links weiterführende Reeperbahn und die nach rechts sich fortsetzende Budapester Straße.

## Geschichte, Baubeschreibung, Nutzung
Das Millerntorhochhaus wurde vom Architekten Carl-Friedrich Fischer (1909–2001) entworfen. Mit dem Bau wurde 1964 begonnen; 1966 war das Gebäude fertiggestellt. Es hatte 23 Stockwerke und war 89 m hoch. Es hatte in etwa die Form einer quadratischen Säule; die von Stahl und Glas dominierte Fassade war schlicht und glattflächig.
Das Gebäude beherbergte gewerbliche Büroflächen. Zu den Nutzern gehörten Ingenieurbüros, Reedereien sowie das Oberverwaltungsgericht Hamburg.
Seit 1987 stand das Hochhaus wegen Asbestbelastung leer. Sanierungen blieben erfolglos. 1993 wurde der Abriss genehmigt. Am 19. Februar 1995 um 13:01 Uhr wurde das Gebäude gesprengt. Es war die erste Vertikal-Sprengung in Deutschland, d. h. das Gebäude sackte in sich zusammen, anstatt seitlich umzukippen. Dem Ereignis wohnten 80.000 Schaulustige bei. Der Axel-Springer-Verlag brachte anschließend ein 44-seitiges Büchlein mit dem Titel Rrumms! heraus, das als Daumenkino eine Fotoserie des Sprengvorgangs zeigte.
An der Stelle des Iduna-Hochhauses wurde anschließend ein mit 40 m deutlich niedrigeres Gebäude errichtet, das 1998 fertiggestellt wurde.